# Heeresgruppe Kurland
Il Gruppo d'armate Curlandia (tedesco: Heeresgruppe Kurland) fu un'unità operativa della Wehrmacht attiva nelle ultime fasi dello scontro tra tedeschi e sovietici sul fronte orientale della seconda guerra mondiale. Operò a difesa delle posizioni tedesche nella penisola della Curlandia (ad oggi in territorio lettone), rimaste isolate dalle linee tedesche a seguito dell'offensiva sovietica dell'estate 1944.
Nonostante l'isolamento, il Gruppo d'armate Curlandia difese le sue posizioni fino alla fine della guerra, arrendendosi unicamente l'8 maggio 1945, secondo le disposizioni dell'atto di resa incondizionata firmato dalla Germania. A seguito della resa, furono fatti prigionieri circa 189.000 uomini.

## Creazione
L'estate del 1944 fu caratterizzata da un'offensiva sovietica sui fianchi del fronte orientale: a sud le forze dell'Armata rossa sfondarono attraverso la Romania e la Bulgaria, fino a prendere Budapest e a minacciare direttamente i Balcani; a nord, invece, travolsero le posizioni del Gruppo d'armate Nord, chiudendo quest'unità in una sacca nella penisola di Curlandia. Ben due armate rimasero così isolate dal resto del dispositivo di difesa tedesco.
Il nuovo Capo di stato maggiore dell'OKH, il Generale Heinz Guderian, chiese al Führer di organizzare un ripiegamento generale sul fronte orientale e, in particolare, chiese l'autorizzazione a organizzare un'evacuazione delle unità tedesche intrappolate in Curlandia. L'obiettivo di Guderian era quello di riunire i resti del Gruppo d'armate Nord con le truppe che difendevano il confine tedesco; oltretutto una simile operazione avrebbe potuto permettere all'OKH di dotarsi di un'ultima riserva strategica per realizzare controffensive sulle posizioni sovietiche.
Hitler fu però irremovibile come al solito: riteneva che la difesa della Curlandia rappresentasse un obiettivo tattico irrinunciabile. In quell'area, infatti, si trovavano i principali porti baltici di addestramento degli U-Boot tedeschi, sulla cui azione Hitler faceva ancora molto affidamento per le sorti della guerra. Secondo il Führer un abbandono tedesco della Curlandia avrebbe compromesso eccessivamente le potenzialità della guerra sottomarina tedesca; pertanto scelse di difendere quelle posizioni fino all'ultimo uomo.
Nel quadro di una complessiva riorganizzazione delle unità impegnate al fronte, il 25 gennaio 1945 il Gruppo d'armate Nord fu rinominato in Gruppo d'armate Curlandia e ricevette l'ordine di difendere le proprie posizioni ad ogni costo. Al Gruppo d'armate Curlandia fu così categoricamente vietato ogni arretramento o tentativo di evacuazione.
Facevano parte di questa nuova unità due armate tedesche (la XVI e la XVIII), per un totale complessivo di 26 divisioni e circa 200.000 uomini.

## Operazioni e resa
La spinta sovietica verso occidente rese la conquista della penisola di Curlandia un obiettivo secondario: il grosso delle truppe dell'Armata rossa fu quindi impiegato nello sfondamento delle linee tedesche verso Berlino. In questo modo il Gruppo d'armate Curlandia rimase in buona sostanza ai margini delle operazioni fino alla fine della guerra.
I sovietici, ad ogni modo, provarono a scardinare le difese tedesche, ma le truppe del Gruppo d'armate Curlandia (nonostante la loro difficile situazione logistica e operativa) riuscirono a resistere agli assalti. Il 7 maggio 1945 il nuovo Presidente del Reich (Reichspräsident) Karl Dönitz ordinò al Colonnello Generale Carl Hilpert (Comandante del Gruppo d'armate Curlandia) di cessare le ostilità e arrendersi ai sovietici. Le truppe tedesche iniziarono così a consegnarsi ai loro nemici: alla fine dell'11 maggio 1945 i soldati sovietici del Fronte Leningrado avevano occupato la penisola di Curlandia, ponendo l'area sotto il loro controllo.
Solo tra il 9 e il 12 maggio furono fatti prigionieri circa 140.000 soldati e sottufficiali, 5083 ufficiali e 28 generali; alla fine dell'operazione, il bilancio dei prigionieri superò le 180.000 unità. Furono altresì catturati dai sovietici 75 aerei, 307 tra carri armati e pezzi di artiglieria semovente, 1427 cannoni, 557 mortai, 52.887 fucili, 310 apparecchi radio, 4.281 veicoli motorizzati e 14.056 cavalli.

## Conclusioni
Il’Gruppo d'armate Curlandia fu una delle ultime grandi unità militari della Wehrmacht ad arrendersi nella seconda guerra mondiale. Dopo la resa, alcuni soldati di nazionalità tedesca, lettone ed estone riuscirono ad evitare la cattura; molti di loro si diedero alla macchia, unendosi al gruppo di resistenza locale dei Fratelli della foresta, impegnandosi così in attività di guerriglia anti-sovietica con l'obiettivo di ottenere l'indipendenza degli stati baltici.

## Linea di comando

### Comandante in capo
- 23 gennaio – 25 gennaio 1945, Generaloberst Lothar Rendulic
- 26 gennaio – 30 gennaio 1945, Generaloberst Carl Hilpert
- 30 gennaio – 10 marzo 1945, Generaloberst Heinrich von Vietinghoff
- 10 marzo – 24 marzo 1945, Generaloberst Lothar Rendulic
- 25 marzo – 8 maggio 1945, Generaloberst Carl Hilpert

### Capo di stato maggiore
- 23 gennaio – 8 maggio 1945, Generalleutnant Friedrich Foertsch

### Primo ufficiale di stato maggiore
- 23 gennaio – 8 maggio 1945, Oberst Werner Richter

## Teatri operativi e armate
| Periodo             | Teatro operativo | Armate                   |
| gennaio-maggio 1945 | Fronte Orientale | XVI Armata, XVIII Armata |

## Ordine di battaglia Heeresgruppe Kurland Gruppo d'armate Curlandia
- 16ª armata
  - 81ª Divisione di fanteria
  - 21ª Divisione Aerea
  - 300ª divisione di riserva
- 38th Corpo d'Armata
  - 122ª divisione di fanteria
  - 290ª Divisione di fanteria
  - 329ª Divisione di fanteria
  - 6ª VI SS-Freiwilligen-Armeekorps (lettone)
  - 12ª divisione Panzer
  - 19ª divisione di granatieri delle SS (lettone)
  - 24ª divisione di fanteria
- 18ª armata
  - 132ª divisione di fanteria
  - 218ª Divisione di fanteria
- 2º corpo d'armata
  - 263ª divisione di fanteria
  - 563. Grenadier-Division
- 10º corpo d'armata
  - 30ª divisione di fanteria
  - 87ª Divisione di fanteria
  - 126ª Divisione di fanteria